# 沙福克决议

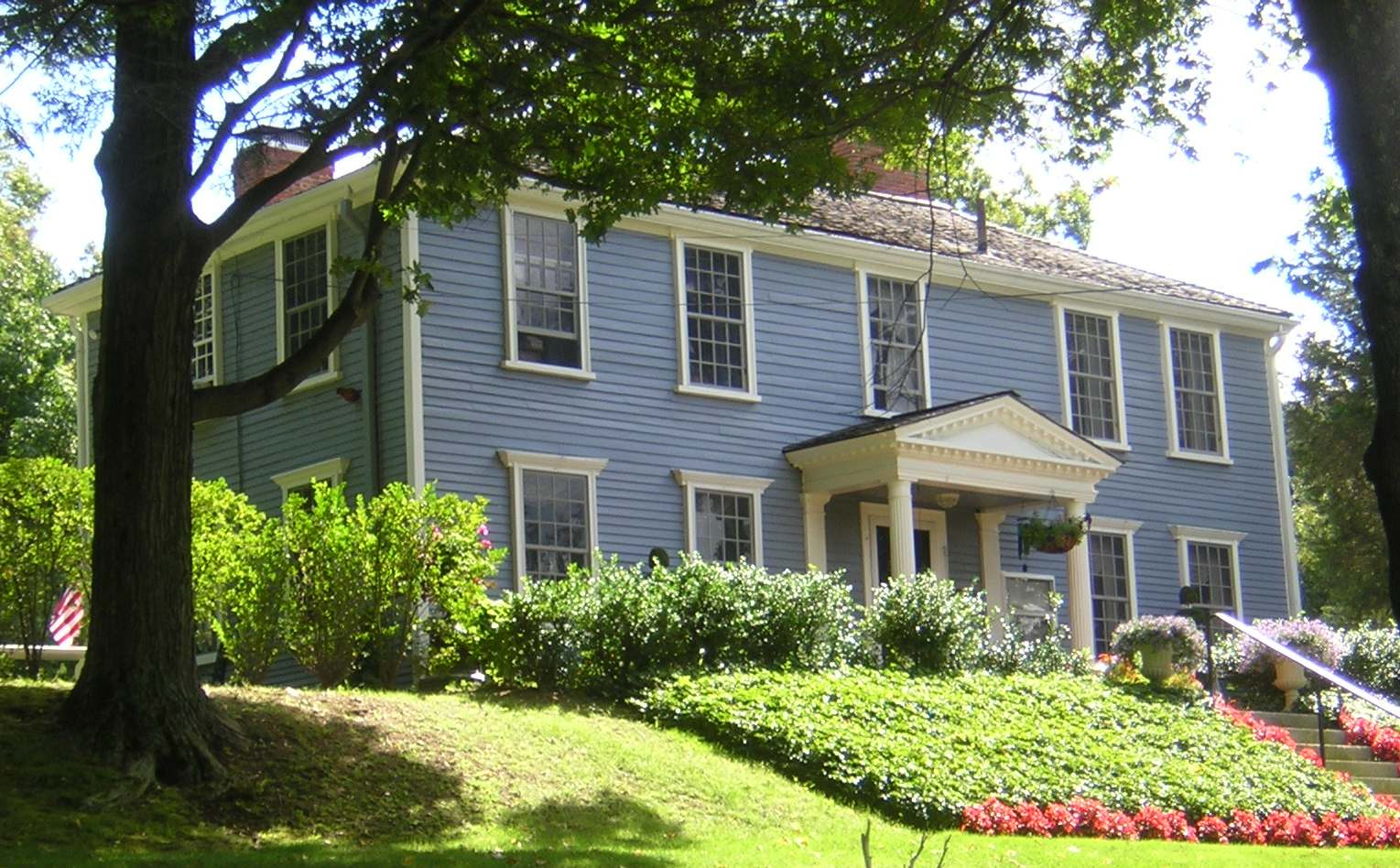
沙福克决议大楼, 2009

沙福克决议（英語：Suffolk Resolves，又译作“萨福克决议”）是在1774年9月9日，由马萨诸塞的沙福克县领导人所宣布的一项声明。该声明拒绝《马萨诸塞政府法》并决议抵制英国进口货物，除非英国取消《不可容忍法案》。该决议让政治家埃德蒙·伯克意识到这是北美殖民地（对英）敌意的重大发展（这种敌意导致殖民地1776年通过《独立宣言》，脱英独立），伯克督促（英议会）与美利坚殖民地和解，但没有效果。第一届大陆会议于1774年9月17日支持该决议。

## 历史
8月26日至27日，来自沙福克、米德尔赛克斯、埃塞克斯和伍斯特等几县的应对委员于波士顿的法尼尔厅会面，商讨反对最近的《马萨诸塞政府法》，该法案废除了1691年马萨诸塞省特许状的主要条款，从而使马萨诸塞的公民被剥夺特许权。会议呼吁所有的马萨诸塞县关闭议会，而不是服从压迫手段。Berkshire镇已经关闭了议会，到十月的第一周，马萨诸塞九家中的七家临近的主要县相继如此行动。
每个县相继关闭议会，并且发布一系列决议以解释其行动。 虽然这些决议在口径和范围上都很相似，由沙福克爱国者所写的这份决议获得了更多的关注有两方面原因：起草地更好和被大陆会议正式支持。波士顿市在其境内的沙福克县，是在英国军队保护下仍然名义上开放议会的县。
在1774年9月6日的沙福克县应对委员会会议上，約瑟·瓦倫给出沙福克决议的第一份草稿，这份草稿三天后在马萨诸塞弥尔顿的丹尼爾·沃斯大樓修改并通过，该大楼当时还位于沙福克县，但现在位于马萨诸塞州的诺福克县。
通过决议的会议最初是在戴德姆的伍德沃德酒馆举行，现在这里是诺福克县议会所在地。如同其他县的决议，沙福克决议指责由英议会其时最近通过的《不可容忍方案》，或《强制法案》，并特别地决议如下：
1. 抵制英国进口，削减出口，并且拒绝使用英国产品；
2. 绝不接受《马萨诸塞政府法》或《波士顿港口法案》
3. 要求那些据《马萨诸塞政府法》委任职位者辞职
4. 拒绝缴税直到《马萨诸塞政府法》被撤销
5. 支持独立于英王室权威的马萨诸塞殖民地统治政府，直到《不可容忍法案》被撤销
6. 呼吁各殖民地筹建他们自己任命的民兵

在其一次不太出名的骑行中，保羅·列維爾向位于宾夕法尼亚费城的第一届大陆会议递交了一份决议副本，9月17日，作为殖民地团结的象征该决议被批准。作为回应，约翰·亚当斯在他的日记中记录：”这是我一生最高兴的日子之一。在国会，我们有慷慨、高尚的情操和雄辩的口才。这一天让我相信美利坚会跟马萨诸塞患难与共“。萨福克决议的通过，以及包围马萨诸塞的叛乱，改变了国会的政治平衡，为激进的措施铺平了道路，例如《大陆盟约》中的一项全体殖民地的不进口协议（针对英国）。此前不进口协定仅限于特定地区，但这一协定适用于整个反英殖民地。为执行《大陆盟约》而成立的检查委员会（亦称安全委员会），建立了一个革命性的基础架构，类似于抵抗初期的自由之子。
在《独立宣言》之前，有很多其他殖民地的县通过表达反英的不满声明，包括1775年的梅克伦堡决议和特莱恩决议和在1776年春天至少90份其他支持独立的文件，但是来自1774年9月到10月的马萨诸塞县会议的决议是首个全盘推进对英政府权威不服从的一个。

## 纪念
在弥尔顿下米尔斯区亚当斯街上的一块历史牌匾是为了纪念丹尼尔·沃斯大楼而设，1774年9月4日最初于此签署《沙福克决议》。为防止其毁坏，1950年大楼被从Lower Mills转移到了弥尔顿坎顿大道1370号。现在以沙福克决议大楼为人知，它以其最初殖民地的外观得到保存，并且是弥尔顿历史学会的总部。在1973年沙福克决议大楼被加入国家历史遗迹，并向公众开放。